# Eurasburg, Oberbayern
Eurasburg är en kommun och ort i Landkreis Bad Tölz-Wolfratshausen i Regierungsbezirk Oberbayern i förbundslandet Bayern i Tyskland.